# Krassimir Guenchev Balakov
Krassimir Balakov (en búlgar: Красимир Балъков) (Veliko Tarnovo, 29 de març, 1966) és un exfutbolista i actual entrenador de futbol búlgar.
Pel que fa a clubs, Balakov destacà a l'Sporting de Lisboa (una copa de portugal el 1994/95) i al VfB Stuttgart (dues copes Intertoto el 2000 i 2002 i una copa alemanya el 1997).
Amb la selecció búlgara diputà els Mundials de 1994 i 1998, i fou peça clau per a la quarta posició de la selecció el 1994. També disputà l'Eurocopa 1996. És considerat un dels millors futbolistes de la història del país.
L'any 2006 esdevingué primer entrenador del Grasshopper-Club Zürich i el 2007 del FC St. Gallen.